# 7463 Oukawamine
7463 Oukawamine eller 1985 SB är en asteroid i huvudbältet som upptäcktes den 20 september 1985 av den japanska astronomen Tsutomu Seki vid Geisei-observatoriet. Den är uppkallad efter Oukawamine i japan.
Asteroiden har en diameter på ungefär 6 kilometer.